# Ольга Грей
Ольга Грей (англ. Olga Grey; 10 ноября 1896, Нью-Йорк, Нью-Йорк — 25 апреля 1973, Лос-Анджелес, Калифорния) — американская актриса эпохи немого кино, менее известна как актриса театра и, позднее, адвокат.

## Биография
Анушка Заксек (настоящее имя актрисы), либо Анна Заксек, родилась 10 ноября 1896 года в Будапеште (Австро-Венгрия), либо в Нью-Йорке. Родители — венгры. Отец хотел, чтобы девочка стала скрипачкой, поэтому Анушка с детства училась музыке, в душе желая стать актрисой. Поэтому, едва окончив школу, девушка переехала в Лос-Анджелес, где вступила в ряды движения «Маленький театр». С 1915 года начала сниматься в кино. Однако её кинокарьера продолжалась недолго: всего пять лет, за которые она появилась в 32 фильмах (в двух из них она не была указана в титрах, и двенадцать из них были короткометражными; примерно в половине случаев указывалась в титрах в написании Olga Gray). Амплуа — «русская роковая женщина».
15 декабря 1920 года девушка тайно вышла замуж за малоизвестного киноактёра Арнольда Грегга. Покончив с кино и театром, Грей начала учиться на адвоката, и в 1932 году стала членом Калифорнийской коллегии адвокатов под своим настоящим именем Анна Заксек. В 1942 году получила некоторую известность защитой трёх членов банды, причастных к так называемому «Убийству в Сонной лагуне» — Заксек была единственной женщиной-адвокатом в этом ряду слушаний.
Ольга Грей скончалась 25 апреля 1973 года в Лос-Анджелесе.

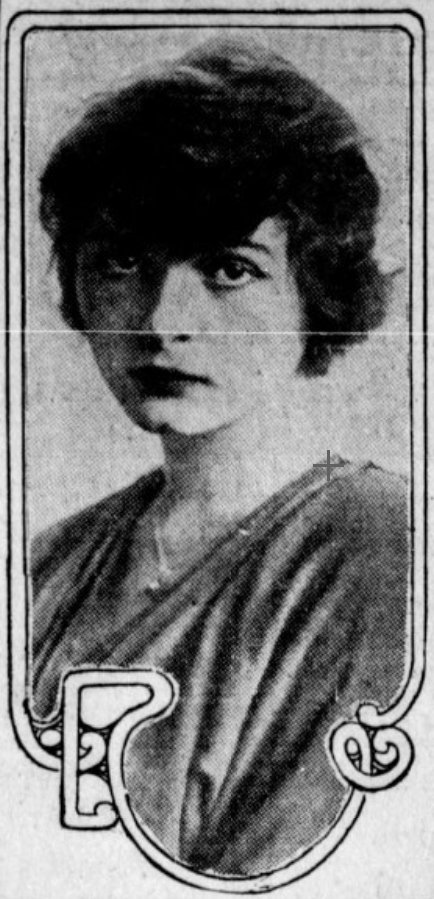
Фото 1914 года.
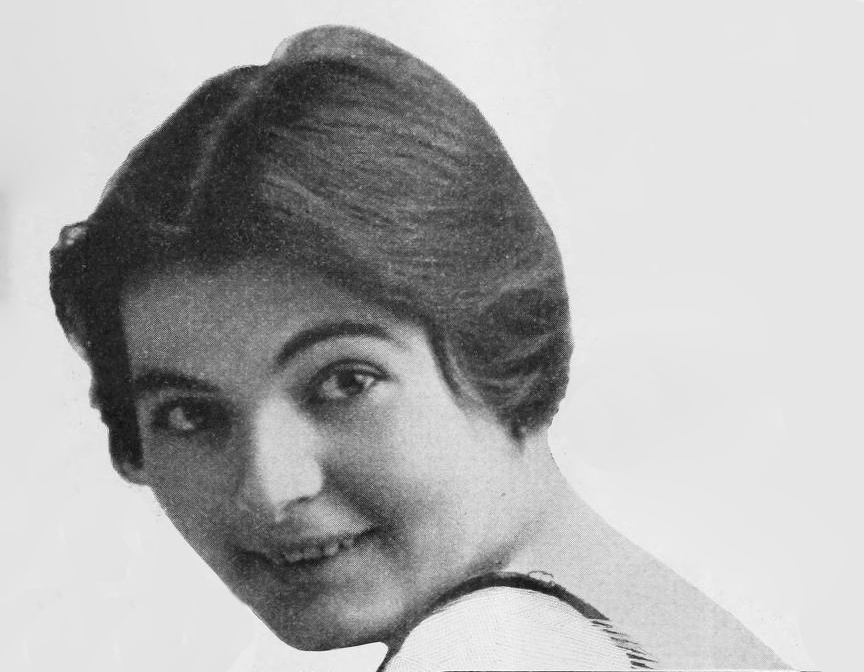
Фото 1917 года.
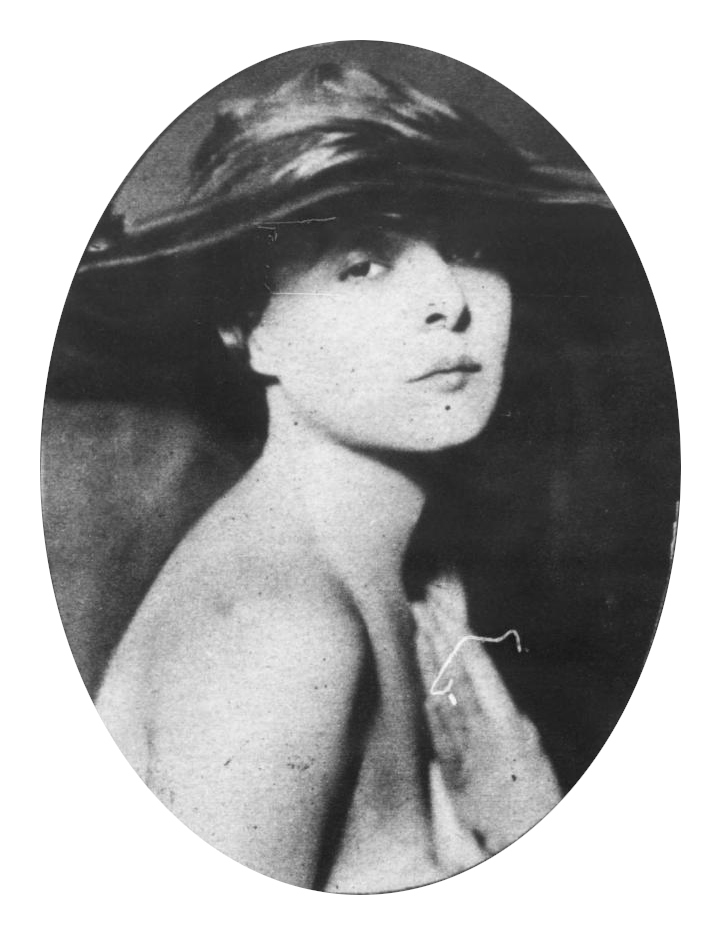
Фото 1925 года.
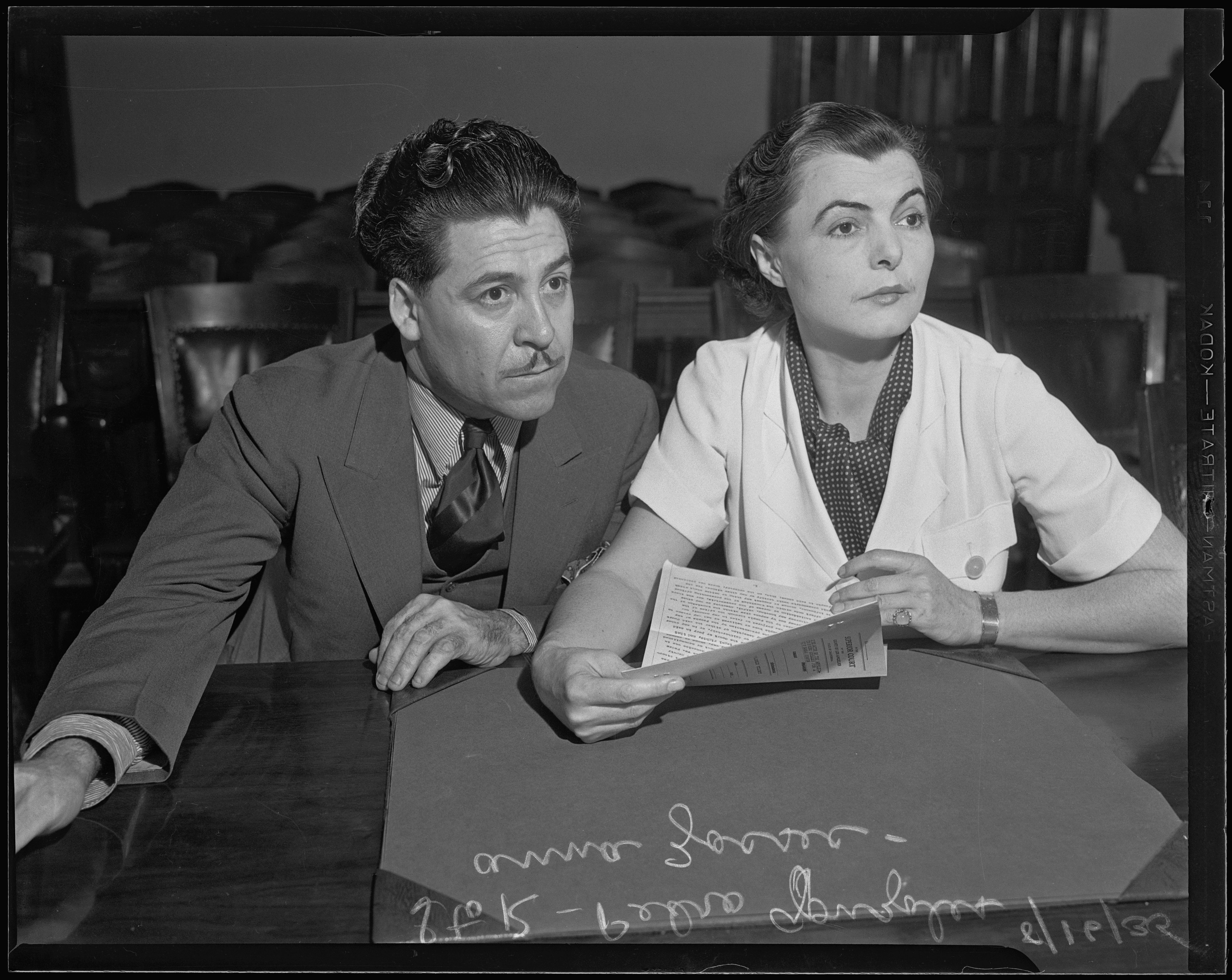
С Педро Гонсалесом[англ.] в зале суда, фото 1935 года.

## Избранная фильмография
- 1915 — Рождение нации / The Birth of a Nation — Лора Кин (в титрах не указана)
- 1915 — Отсутствующий[англ.] / The Absentee — Рут Фаруэлл / Справедливость
- 1915 — Двойная проблема[англ.] / Double Trouble — мадам Леклэр (в титрах не указана)
- 1916 — Макбет / Macbeth — леди Аньес
- 1916 — Нетерпимость / Intolerance — взрослая женщина
- 1917 — Джим Бладсо[англ.] / Jim Bludso — Габриэлла
- 1917 — Девушка дома[англ.] / The Girl at Home — Дайана Пэриш
- 1917 — Дом с привидениями[англ.] / The Ghost House — Элис Этуэлл
- 1917 — Женщина, которую забыл Бог / The Woman God Forgot — девушка-ацтек
- 1920 — Третий глаз[англ.] / The Third Eye — Заида Савой